# Ctenotus olympicus
Ctenotus olympicus este o specie de șopârle din genul Ctenotus, familia Scincidae, descrisă de Mark Norman Hutchinson și Donellan 1999. Conform Catalogue of Life specia Ctenotus olympicus nu are subspecii cunoscute.